# Smith & Foulkes
Smith & Foulkes ist ein britisches Regie- und Animationsduo. Es besteht aus Alan Smith (* 1970) und Adam Foulkes (* 1967).

## Leben
Adam Foulkes studierte bis 1995 Animation an der UCA Farnham und erhielt ein Stipendium für das Royal College of Art, wo er Alan Smith traf. Beide bildeten fortan ein kreatives Duo. Sie kamen 1997 zum Animationsstudio Nexus in London, wo sie seither zusammenarbeiten. Sie schufen Werbefilme, darunter Werbespots für Coca-Cola. Für den Honda-Werbespot Grrr erhielten sie 2006 zahlreiche Preise – weltweit hat kein anderer Spot zwischen 1999 und 2008 mehr Auszeichnungen erhalten.
Gemeinsam führten Smith & Foulkes beim Kurzanimationsfilm This Way Up Regie, den unter anderem die BBC und Mike Gabriel finanzierten. Für den Film um zwei Bestatter erhielten sie 2009 eine Oscarnominierung in der Kategorie Bester animierter Kurzfilm. Alan Smith und Adam Foulkes leben und arbeiten in London.

## Filmografie
- 2002: Miranda
- 2003: Monkey Dust  (TV-Serie)
- 2004: Thunderbirds
- 2004: Lemony Snicket – Rätselhafte Ereignisse (Lemony Snicket’s A Series Of Unfortunate Events)
- 2008: This Way Up
- 2009: Avatar

## Auszeichnungen
- 2008: Publikumspreis, Ottawa International Animation Festival, für This Way Up
- 2008: Publikumspreis, Palm Springs International ShortFest, für This Way Up
- 2008: Bester Kinderfilm, Uppsala International Short Film Festival, für This Way Up
- 2009: Oscarnominierung, Bester animierter Kurzfilm, für This Way Up